# Carme Forcadell i Lluís
Maria Carme Forcadell i Lluís (Xerta, Baix Ebre, 29 de maig de 1955) és una lingüista, activista i política catalana, presidenta del Parlament de Catalunya (2015-2018). Va ser regidora de l'Ajuntament de Sabadell (2003-2007), presidenta de l'Assemblea Nacional Catalana (2012-2015), i Diputada al Parlament de Catalunya (2015-2018).
En el Judici al procés independentista català fou condemnada pel Tribunal Suprem de l'estat espanyol, l'octubre de 2019, a 11 anys i mig de presó i d'inhabilitació pels delictes de sedició i malversació.

## Biografia
Nascuda a Xerta, amb divuit anys es va traslladar al Vallès Occidental per estudiar a la Universitat Autònoma de Barcelona a Bellaterra. Allà va conèixer un informàtic de Sabadell amb qui es va casar i va tenir dos fills. És llicenciada en Filosofia i en Ciències de la Comunicació per la Universitat Autònoma de Barcelona i màster en Filologia catalana per la mateixa universitat.

### Filòloga
Va treballar per a TVE Catalunya (1979-1982) i ha col·laborat en diversos mitjans de comunicació. Ha treballat de funcionària del Departament d'Ensenyament de la Generalitat, des del 1985, com a coordinadora de normalització lingüística del Servei d'Ensenyament del Català (1992-2004) i com assessora de llengua interculturalitat i cohesió social del Vallès Occidental (2004-2012). Ha publicat material didàctic i llibres de llengua i literatura, així com un diccionari. També ha col·laborat en diversos mitjans de comunicació escrivint sobre planificació lingüística, llengua i identitat. Fou militant d'Esquerra Republicana de Catalunya i va ser regidora de l'Ajuntament de Sabadell per aquesta formació entre 2003 i 2007.
Col·labora des de fa molts anys en diverses entitats: ha estat membre de la Comissió de la Dignitat i sòcia de la Plataforma pel Dret a Decidir, on va formar part de la comissió de comunicació.

### Assemblea Nacional
Va participar en la creació de l'Assemblea Nacional Catalana, el Secretariat Nacional de la qual la va escollir presidenta de l'entitat el 22 d'abril de 2012, càrrec del qual va ser reelegida el 17 de maig de 2014. Durant la seva presidència, l'ANC va organitzar la Marxa per la Independència (2012), la manifestació "Catalunya, nou estat d'Europa" (2012), la cadena humana Via Catalana (2013) i la Via Catalana 2014 (2014). El 2014 va rebre el Premi Joan Blanca de la vila de Perpinyà que reconeix el compromís en defensa de la cultura i de la identitat catalanes. El 16 de maig de 2015 va ser rellevada com a presidenta de l'ANC per Jordi Sànchez i Picanyol.

### Presidenta del Parlament
A les eleccions al Parlament de Catalunya de 2015 va ser escollida diputada per la coalició independentista Junts pel Sí, on ocupava el segon lloc de la candidatura per la circumscripció electoral de Barcelona. El 26 d'octubre del mateix any, el dia que prenia possessió com a parlamentària, va ser escollida Presidenta del Parlament de Catalunya en la sessió constitutiva de la cambra en la XI legislatura.
Durant la seva presidència al capdavant del Parlament va ser investigada pel Tribunal Superior de Justícia de Catalunya per haver permès la votació de les conclusions de la Comissió d'Estudi del Procés Constituent al Ple de la cambra. El 2017 va publicar un article al The New York Times titulat Defending Freedom in Catalonia on defensava la llibertat i el dret d'expressió i explicava les ingerències de les institucions espanyoles en l'activitat política del Parlament de Catalunya, com per exemple, impedint el debat i la votació sobre la independència de Catalunya. El mateix any va defensar en una entrevista del diari escocès The National que Escòcia no hauria de sortir de la Unió Europea en contra de la seva voluntat i va transmetre la seva opinió de respecte al dret dels escocesos a decidir el seu futur.

### Declaració d'independència
Després de la Declaració d'Independència de Catalunya del 27 d'octubre de 2017 va ser investigada pel Tribunal Suprem per presumptes delictes de rebel·lió i sedició. El 9 de novembre l'òrgan instructor del tribunal va ordenar presó preventiva sota fiança de 150.000 euros i va quedar en llibertat l'endemà. Davant el tribunal va declarar que la Declaració d'Independència era una declaració política sense conseqüències jurídiques, va acatar l'aplicació de l'article 155 de la Constitució Espanyola i va admetre que havia tramitat lleis sobre les quals el Tribunal Constitucional li havia requerit no fer-ho, malgrat defensar el dret del Parlament a debatre.
El desembre del mateix any tornà a ser escollida diputada a les eleccions al Parlament, aquest cop per la candidatura d'Esquerra Republicana. Va renovar la seva condició de parlamentària el 17 de gener de 2018, però va renunciar a ser reelegida presidenta de la cambra i va ser succeïda en el càrrec pel diputat Roger Torrent i Ramió.
El dia 22 de març de 2018, un cop finalitzada la votació fallida per a la investidura de Jordi Turull com a presidenciable de la Generalitat de Catalunya, va renunciar, juntament amb Marta Rovira i Dolors Bassa a l'acta de diputada.

### Presó

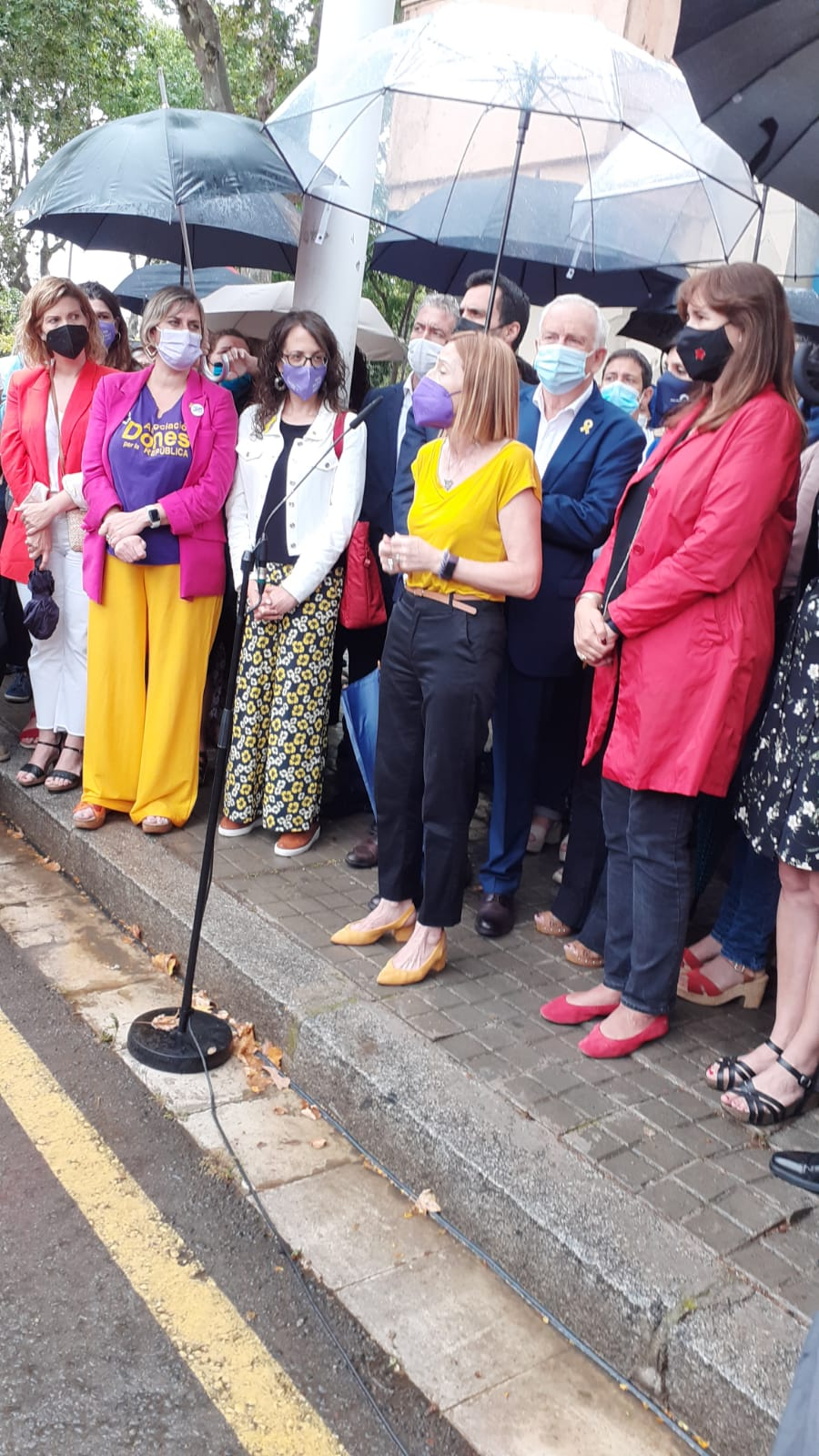
A la sortida de la presó després de ser indultada.

Un dia després, el 23 de març de 2018, el magistrat del Tribunal Suprem d'Espanya Pablo Llarena va ordenar el seu ingrés a presó, així com el de Jordi Turull, els consellers Raül Romeva, Josep Rull i Dolors Bassa. Llarena va argumentar presó provisional incondicional sense fiança per als cinc després de considerar que hi havia risc de fuga i de reiteració dels delictes pels quals van ser processats. També va emetre ordres de detenció europea i internacional per a gairebé tots els exiliats. Al seu torn, Marta Rovira no es va presentar i es va exiliar fora del país.
El juliol de 2018 va ser traslladada a una presó catalana. Després d'una breu estada al Centre Penitenciari Puig de les Basses de Figueres, va ser traslladada al Centre Penitenciari Mas d'Enric, situat a la travessia Comella Moro del Catllar (Tarragonès), per estar més propera a la seva família materna a l'espera de judici. Es tracta d'una presó d'homes d'alta seguretat, amb un sol mòdul per a dones.
L'1 de febrer de 2019 fou traslladada a la madrilenya d'Alcalá-Meco en un autocar de la Guàrdia Civil, per fer front al judici que va començar el 12 de febrer de 2019, i que va acabar el 14 d'octubre de 2019 amb una sentència que imposava dures penes a la majoria de processats, i en concret, a Forcadell, d'11 anys i mig de presó i d'inhabilitació per sedició i malversació. El juny de 2020 ingressa a la presó de dones Wad-Ras, on haurà de demanar permisos per sortir, després d'haver demanat el trasllat a la junta de tractament de Mas d'Enric, el centre penitenciari on estava fins llavors. El juliol de 2020 se li va concedir el tercer grau penitenciari, però el Tribunal Suprem li va retirar el 4 de desembre. Un tercer grau que va recuperar el 29 de gener del 2021 tot i que la seva sortida es va retardar un dia degut a que es trobava confinada per un brot de coronavirus a la presó de Wad-Ras.

### Indult
El 23 de juny de 2021, juntament amb la resta d'empresonats en el judici al procés independentista català fou indultada de la pena de presó pel govern de Pedro Sánchez, que mantingué la inhabilitació establerta en la sentència, condicionat a no cometre cap delicte greu en els següents 6 anys, i immediatament fou posat en llibertat, juntament amb Oriol Junqueras, Jordi Sànchez, Jordi Turull, Josep Rull, Raül Romeva i Joaquim Forn, que també complien condemna al Centre Penitenciari Lledoners i Dolors Bassa que complia condemna al Centre Penitenciari Puig de les Basses.